# Ligne de Toulouse à Cadours
La ligne de Toulouse à Cadours est une ancienne ligne du réseau de la compagnie des chemins de fer du Sud-Ouest.

## Histoire
la ligne a été en service de 1903 à 1947.

## Caractéristiques
D'une longueur de 48 km, la ligne était à voie métrique.

### Tracé
La ligne partait de la gare de Toulouse-Roguet, située dans le quartier Saint-Cyprien entre les actuelles stations de métro Patte d'Oie et Saint-Cyprien – République, au droit de l'arrêt de bus Tisséo Roguet, perpendiculairement à l'avenue de Lombez.
La ligne desservait les communes de Blagnac (Gare de Blagnac), Cornebarrieu (Gare de Cornebarrieu), Aussonne (Gare d'Aussonne), Mondonville (Gare de Mondonville), Daux (Gare de Daux), Merville (Gare de Merville), Montaigut-sur-Save (Gare de Montaigut-sur-Save), Grenade (Gare de Grenade), Lévignac (Gare de Lévignac), Saint-Cézert (Gare de Saint-Cézert), Launac (Gare de Launac), Drudas (Gare de Drudas), Puysségur (Gare de Puysségur) et Cadours (Gare de Cadours).

## Vestiges
De nombreuses gares sont encore présentes et réaffectées à une utilisation privée. Certains chemins et routes ont repris le tracé des anciennes voies.
La gare Roguet a quant à elle été détruite pour donner lieu à la construction de la cité Roguet. La courbe d'accès à la gare depuis l'avenue de Lombez reste clairement visible au niveau de la rue.